# Patrimoni dell'umanità del Perù
I patrimoni dell'umanità del Perù sono i siti dichiarati dall'UNESCO come patrimonio dell'umanità in Perù, che è divenuto parte contraente della Convenzione sul patrimonio dell'umanità il 24 febbraio 1982.
Al 2022 i siti iscritti nella Lista dei patrimoni dell'umanità sono tredici, mentre ventitré sono le candidature per nuove iscrizioni. I primi due siti iscritti nella lista sono stati nel 1983 la città di Cusco e il santuario storico di Machu Picchu, durante la settima sessione del comitato del patrimonio mondiale. Gli altri siti furono aggiunti nel 1985 (due), 1986, 1987, 1988, 1990, 1994, 2000, 2009, 2014 e 2021. Nove siti sono considerati culturali, secondo i criteri di selezione, due naturali e due misti; uno è parte di un sito transnazionale. Un sito, la zona archeologica di Chan Chan, è stato iscritto nella Lista dei patrimoni dell'umanità in pericolo contenstualmente alla nomina a patrimonio dalla X sessione del Comitato per il patrimonio dell'umanità, nel 1986, a causa di fattori ambientali (precipitazioni ed erosione delle strutture in adobe), mancanza di manutenzione, carenze nella gestione e attività illegali.

## Siti del Patrimonio mondiale
| Foto | Sito                                     | Luogo                                                                  | Tipo                              | Anno      | Descrizione |
| ---- | ---------------------------------------- | ---------------------------------------------------------------------- | --------------------------------- | --------- | --- |
|      | Città di Cusco                           | Cusco                                                                  | Culturale (273; iii, iv)          | 1983      | Situata nelle Ande peruviane, Cusco si sviluppò, sotto il sovrano Inca Pachacutec, in un complesso centro urbano con distinte funzioni religiose e amministrative. Era circondato da aree chiaramente delimitate per la produzione agricola, artigianale e industriale. Quando gli spagnoli la conquistarono nel XVI secolo, conservarono la struttura di base ma costruirono chiese e palazzi barocchi sulle rovine della città Inca. |
|      | Santuario storico di Machu Picchu        | Distretto di Machupicchu                                               | Misto (274; i, iii, vii, ix)      | 1983      | Machu Picchu si trova a 2 430 m sul livello del mare, nel mezzo di una foresta tropicale di montagna, in uno scenario di straordinaria bellezza. Era probabilmente la creazione urbana più sorprendente dell'Impero Inca al suo apice; le sue gigantesche pareti, terrazze e rampe sembrano essere state tagliate naturalmente nelle continue scarpate rocciose. L'ambiente naturale, sulle pendici orientali delle Ande, comprende la ricca diversità di flora e fauna dell'alto bacino amazzonico. |
|      | Chavín (sito archeologico)               | Distretto di Chavín de Huantar                                         | Culturale (330; iii)              | 1985      | Il sito archeologico di Chavín ha dato il nome alla cultura che si sviluppò tra il 1500 e il 300 a.C. in questa alta valle delle Ande peruviane. Questo antico luogo di culto è uno dei siti precolombiani più antichi e conosciuti. Colpisce il suo aspetto, con il complesso di terrazze e spiazzi, circondati da strutture in pietra lavorata, e la decorazione prevalentemente zoomorfa. |
|      | Parco nazionale del Huascarán            | Regione di Ancash                                                      | Naturale (333; vii, viii)         | 1985      | Situato nella Cordillera Blanca, la catena montuosa tropicale più alta del mondo, il monte Huascarán sale a 6 768 m sopra il livello del mare. Le profonde forre bagnate da numerosi torrenti, i laghi glaciali e la varietà della vegetazione ne fanno un sito di spettacolare bellezza. È la casa di specie come l'orso dagli occhiali e il condor delle Ande. |
|      | Zona archeologica di Chan Chan           | Distretto di Huanchaco                                                 | Culturale (366; i, iii)           | 1986      | Il Regno Chimú, con Chan Chan come capitale, raggiunse il suo apogeo nel XV secolo, non molto tempo prima di cadere nelle mani degli Inca. La pianificazione di questa enorme città, la più grande dell'America precolombiana, riflette una rigida strategia politica e sociale, segnata dalla divisione della città in nove 'cittadelle' o 'palazzi' che formano unità autonome. |
|      | Parco nazionale di Manu                  | Provincia di Manu, Provincia di Paucartambo                            | Naturale (402; ix, x)             | 1987      | Questo enorme parco di 1,5 milioni di ettari ha livelli successivi di vegetazione che si innalzano da 150 a 4 200 m sopra il livello del mare. La foresta tropicale nei livelli inferiori ospita un'impareggiabile varietà di specie animali e vegetali. Sono state identificate circa 850 specie di uccelli e vi trovano rifugio anche specie rare come la lontra gigante e l'armadillo gigante. I giaguari sono spesso avvistati nel parco. |
|      | Centro storico di Lima                   | Lima                                                                   | Culturale (500; iv)               | 1988-1991 | Sebbene gravemente danneggiata dai terremoti, questa "Città dei Re" fu, fino alla metà del XVIII secolo, la capitale e la città più importante dei domini spagnoli in Sud America. Molti dei suoi edifici, come il Convento di San Francisco (il più grande del suo genere in questa parte del mondo), sono il risultato della collaborazione tra artigiani locali e del Vecchio Mondo. |
|      | Parco nazionale del Rio Abiseo           | Distretto di Huicungo                                                  | Misto (548; iii, vii, ix, x)      | 1990-1992 | Il parco è stato creato nel 1983 per proteggere la fauna e la flora delle foreste pluviali caratteristiche di questa regione delle Ande. C'è un alto livello di endemismo tra la fauna e la flora presenti nel parco. La scimmia lanosa dalla coda gialla, precedentemente ritenuta estinta, si trova solo in questa zona. La ricerca intrapresa dal 1985 ha già scoperto 36 siti archeologici precedentemente sconosciuti ad altitudini comprese tra 2 500 e 4 000 m, che danno un buon quadro della società pre-incaica. |
|      | Linee e geoglifi di Nazca e Palpa        | Provincia di Nazca, Provincia di Palpa                                 | Culturale (700; i, iii, iv)       | 1994      | Situati nell'arida pianura costiera peruviana i geoglifi di Nazca e la pampa de Jumana coprono circa 450 km². Queste linee, che furono incise sulla superficie del terreno tra il 500 a.C. e 500 d.C., sono tra i più grandi enigmi dell'archeologia a causa della loro quantità, natura, dimensione e continuità. I geoglifi raffigurano creature viventi, piante stilizzate ed esseri immaginari, oltre a figure geometriche lunghe diversi chilometri. Si ritiene che avessero funzioni astronomiche rituali. |
|      | Centro storico della città di Arequipa   | Arequipa                                                               | Culturale (1016; i, iv)           | 2000      | Il centro storico di Arequipa, costruito in roccia vulcanica sillar, rappresenta un'integrazione di tecniche e caratteristiche costruttive europee e indigene, espresse nell'ammirevole lavoro di maestri coloniali e muratori creoli e indiani. Questa combinazione di influenze è illustrata dalle robuste mura, dagli archi e dalle volte della città, dai cortili e dagli spazi aperti e dall'intricata decorazione barocca delle sue facciate. |
|      | Città sacra di Caral-Supe                | Distretto di Supe                                                      | Culturale (1269; ii, iii, iv)     | 2009      | Il sito archeologico di 626 ettari di 5000 anni fa della città sacra di Caral-Supe è situato su un'arida terrazza desertica che domina la verde valle del fiume Supe. Risale al periodo tardo arcaico delle Ande centrali ed è il più antico centro di civiltà delle Americhe. Eccezionalmente ben conservato, il sito è impressionante in termini di pianificazione e complessità della sua architettura, in particolare le sue sei strutture piramidali in pietra e piattaforme di terra e le corti circolari sommerse. Un quipu (il sistema di nodi utilizzato nelle civiltà andine per registrare le informazioni) trovato sul sito testimonia lo sviluppo e la complessità della società Caral. |
|      | Qhapaq Ñan, sistema stradale andino      | 54 siti (altri 83 sono in Argentina, Bolivia, Cile, Colombia, Ecuador) | Culturale (1459; ii, iii, iv, vi) | 2014      | Questo sito è una vasta rete di strade per le comunicazioni, il commercio e la difesa che coprono 30 000 km. Costruita dagli Inca nel corso di diversi secoli e in parte basata su infrastrutture preincaiche, questa straordinaria rete attraverso uno dei terreni geografici più estremi del mondo collegava le cime innevate delle Ande (a un'altitudine di oltre 6 000 m) alla costa, attraversando calde foreste pluviali, fertili vallate e deserti. Raggiunse la sua massima espansione nel XV secolo. Il Qhapaq Ñan comprende 137 componenti distribuiti su oltre 6 000 km che sono stati selezionati per evidenziare i risultati sociali, politici, architettonici e ingegneristici della rete, insieme alle relative infrastrutture per il commercio, l'alloggio e lo stoccaggio, nonché siti di importanza religiosa.                                                                                |
|      | Complesso archeoastronomico di Chankillo | Distretto di Casma                                                     | Culturale (1624; i, iv)           | 2021      | Il complesso archeoastronomico di Chankillo è un sito preistorico (250-200 a.C.), situato nella valle di Casma, comprendente un insieme di costruzioni in un paesaggio desertico che, insieme alle caratteristiche naturali, fungeva da calendario, utilizzando il sole per definire le date durante tutto l'anno. Il sito comprende un complesso collinare a tripla parete, noto come il Tempio Fortificato, due complessi edilizi chiamati Osservatorio e Centro amministrativo, una linea di 13 torri cubiche che si estende lungo il crinale di una collina, e il Cerro Mucho Malo che integra le Tredici Torri come un marcatore naturale. Il centro cerimoniale era probabilmente dedicato a un culto solare, e la presenza di un punto di osservazione ai lati della linea nord-sud delle Tredici Torri consente l'osservazione sia del punto di levata che di quello del tramonto durante tutto l'anno. |

## Siti candidati
| Foto | Sito                                                                       | Luogo | Tipo                                 | Anno       | Descrizione |
| ---- | -------------------------------------------------------------------------- | --- | ------------------------------------ | ---------- | --- |
|      | Centro storico della città di Trujillo                                     | Trujillo | Culturale (510)                      | 30/08/1996 | La città di Trujillo pur trovandosi in un'autentica situazione urbanistica latinoamericana conserva particolari caratteristiche valorizzate dall'esistenza di un insieme di monumenti di valore storico-artistico e architettonico. All'interno del proprio nucleo urbano centrale vi sono molte opere che devono essere considerate come veri e propri "punti di riferimento", il tutto all'interno di un processo di esperienza e ricerca di nuovi profili urbani e architettonici locali. |
|      | Centro storico di Cajamarca                                                | Cajamarca | Culturale (1646; ii, iv)             | 15/02/2002 | Cajamarca è lo scenario dell'incontro tra la cultura della Spagna e il mondo andino. La struttura della città e i suoi edifici, sia civili che religiosi, costruiti in adobe e pietra vulcanica all'interno del centro storico di Cajamarca, offrono un'eccezionale testimonianza della cultura ispano-andina. L'architettura, che è unica e copre ogni secolo dal XVI al XIX, rende il centro della città di Cajamarca un monumento di grande valore culturale. |
|      | Lago Titicaca                                                              | Regione di Puno | Misto (5080; ii, iii, v, vi, vii, x) | 17/06/2005 | Il lago Titicaca è il più grande lago d'acqua dolce del Sudamerica e il più alto dei grandi laghi del mondo (3 810 m sul livello del mare). Il Titicaca è un lago antico e si pensa che abbia milioni di anni ed è situato tra il Perù a ovest e la Bolivia a est. Esistono testimonianze della continua presenza dell'uomo nell'area del lago: i resti monumentali e gli elementi sia tangibili che immateriali raccontano i diversi contesti, l'uso del suolo e la sua gestione attraverso specifiche ed eccezionali manifestazioni culturali. Queste testimonianze mostrano il rapporto costante tra uomo e natura fin dall'antichità e per un lungo periodo di tempo che va dalla nascita e dallo sviluppo delle società andine preispaniche fino ai nostri giorni. |
|      | Complesso minerario di Santa Bárbara                                       | Huancavelica | Culturale (6263; ii, iv)             | 10/07/2017 | Il distretto produttore di mercurio di Huancavelica si trova nel cuore della catena delle Ande, a 3 700 metri sul livello del mare. La produzione di mercurio o argento vivo a Huancavelica era la più grande dell'emisfero occidentale e detiene la quarta posizione della classifica mondiale, superata solo da Almadén (Spagna), Idrija (Slovenia) e Monte Amiata (Italia). La maggior parte delle attività di estrazione del mercurio ebbe luogo tra il 1571 e il 1790 e fu condotta principalmente nella miniera di Santa Bárbara, il sito minerario più importante di Huancavelica. |
|      | Templi rurali di Cusco                                                     | Andahuaylillas, Ccatcca, Checacupe, Colquepata, Huaro, Huarocondo, Marcapata, Ocongate, Oropesa | Culturale (6406; ii, iv)             | 05/08/2019 | I templi rurali di Cusco sono esempi notevoli e molto rappresentativi dei primi templi di dottrina costruiti nella regione di Cusco, che illustrano sia nell'architettura che nell'attrezzatura interna, le espressioni materiali del processo di evangelizzazione utilizzato dai religiosi spagnoli attraverso risorse visive destinate a impressionare e istruire i nativi, trasmettendo insegnamenti religiosi, idee, valori, principi sociali, norme comportamentali, ecc. |
|      | Acquedoti di Nazca                                                         | Distretto di Nazca, Distretto di Vista Alegre | Culturale (6407; iii, iv)            | 05/08/2019 | Gli acquedotti di Nazca costituiscono un sistema idraulico unico in America in termini di progettazione, tecnica costruttiva, posizione, uso e funzione. In questo senso la sua tecnica progettuale e costruttiva risponde alla capacità di adattamento dell'uomo ad un ambiente desertico, dove la necessità di procurarsi e gestire adeguatamente la scarsa acqua del sottosuolo, ha consentito lo sviluppo di una società complessa, che ha prodotto eccelsi esempi di arte e architettura. |
|      | Complesso archeologico di Toro Muerto                                      | Distretto di Aplao, Distretto di Uraca | Culturale (6408; iii)                | 05/08/2019 | Il Complesso archeologico di Toro Muerto è un sito di petroglifi creato da società agricolo-ceramiche i cui simboli della visione del mondo e scene di vita quotidiana erano rappresentati in migliaia di incisioni su rocce vulcaniche. Tra l'800 e il 1500 d.C. furono incise molte figure antropomorfe, zoomorfe, geometriche e molte scene, identificabili nei blocchi di pietra del sito. Si trovavano in una vasta pianura desertica situata nella valle di Majes. |
|      | Complesso archeologico di Marcahuamachuco                                  | Distretto di Huamachuco | Culturale (6409; iii)                | 05/08/2019 | Il sito archeologico di Marcahuamachuco è un monumento eccezionale della complessità dei culti sviluppati dalla cultura Huamachuco nel contesto delle antiche civiltà americane, e dell'influenza sociale e del potere di mobilitazione che questi culti esercitavano all'interno del territorio governato da questa società. Per questo il santuario di Marcahuamachuco - il sito principale del culto Huamachuco - ha raggiunto proporzioni notevoli ed è attualmente il più grande sito archeologico negli altopiani settentrionali del Perù. |
|      | Templi barocchi del Collao                                                 | Asillo, Ayaviri, Juli, Lampa, Pomata, Puno, Zepita | Culturale (6410; ii, iv)             | 05/08/2019 | Lo stile barocco entrò nell'altopiano del Collao verso l'ultimo terzo del XVII secolo per i lavori promossi dal vescovo di Cusco Manuel de Molinedo y Angulo nella costruzione dei templi di Ayaviri, Asillo e Lampa, consolidandosi in modo speciale nel Settecento in cui si svilupparono notevoli opere di architettura religiosa, realizzando ciò che nessuno stile precedente aveva raggiunto fino a quel momento: entrare nel sentire della popolazione locale, cosicché il mestiere del fare architettura e arte divenisse patrimonio quasi esclusivo di mastri costruttori e artigiani indigeni e meticci che interpretarono con le proprie capacità gli schemi architettonici che avevano ricevuto in eredità. |
|      | Siti chachapoyas nella valle dell'Utcubamba                                | Distretto di La Jalca, Distretto di Levanto, Distretto di Leymebamba, Distretto di Magdalena, Distretto di Mariscal Castilla, Distretto di Santo Tomás, Distretto di Tingo, Distretto di Trita                                        | Culturale (6411; iii, iv)            | 05/08/2019 | Il sito è un'eccezionale testimonianza dello sviluppo sociale autoctono dell'etnia chachapoyas delle foreste nebulose della Valle dell'Utcubamba, situata sul versante nord-occidentale della Cordigliera delle Ande. Il suo confinamento nella foresta umida, segnata dal fiume Marañón, ha permesso a questa società uno sviluppo autonomo, configurandosi in una società socialmente differenziata, ma articolata politicamente e religiosamente, in un sistema confederale di diversi curacazgos esistenti nel territorio attorno ad un centro egemonico, Kuélap, e accomunati da tradizione, lingua e culto, dal 500 al 1570 d.C. In quest'anno questi gruppi sociali furono costretti ad abbandonare definitivamente i loro insediamenti a causa del provvedimento di riduzione indiana, disposto per la nuova amministrazione spagnola in Perù. |
|      | Miniere di sale di Maras                                                   | Distretto di Maras | Culturale (6412; iii, v)             | 05/08/2019 | Le miniere di sale di Maras sono uno dei più grandi centri di estrazione del sale di origine preispanica nella regione di Cusco. Costituisce un notevole esempio di utilizzo e adattamento all'ambiente geografico dell'attività estrattiva di una risorsa naturale nelle Ande, dove la topografia del luogo e la natura della risorsa hanno condizionato la forma di sfruttamento del sale con caratteristiche uniche. Il sale viene estratto mediante vasche di evaporazione a cielo aperto, disposte a gradinate lungo il pendio della collina Qaqawiñay fino al fondo di una gola, per facilitare la distribuzione per gravità dell'acqua salina attraverso un sistema di canali. |
|      | Campo di battaglia di Ayacucho                                             | Distretto di Quinua | Culturale (6413; vi)                 | 05/08/2019 | La battaglia di Ayacucho (dal quechua "angolo dei morti") fu l'ultimo grande scontro terrestre delle guerre d'indipendenza ispanoamericane (1809-1826), dove i paesi sotto la dominazione spagnola combatterono per la loro libertà. La battaglia ebbe luogo nella Pampa de Ayacucho, conosciuta anche come Pampa de la Quinua (dal quechua quenua, nome di un arbusto della zona), il 9 dicembre 1824. La vittoria delle forze indipendentiste, guidate dall'Esercito Unito di Liberazione del Perù, pose fine alla presenza militare coloniale spagnola in Sud America e consolidò l'indipendenza del Perù, già dichiarata a Lima il 28 luglio 1821 dal generale José de San Martín. |
|      | Cantine e vigneti per la produzione tradizionale del pisco                 | Distretto di Ilabaya, Distretto di La Tinguiña, Distretto di Locumba, Distretto di Los Aquijes, Distretto di Lunahuana, Distretto di Moquegua, Distretto di Parcona, Distretto di Salas, Distretto di Subtanjalla, Distretto di Vitor | Culturale (6414; ii, iv)             | 05/08/2019 | Le cantine e vigneti delle regioni di Lima, Ica, Arequipa, Moquegua e Tacna sono una testimonianza di una tradizione vinicola ininterrotta di oltre 400 anni, orientata alla produzione di vini e pisco (grappa d'uva) nelle valli costiere del centro e sud dell'attuale Perù. Il pisco ha una lunga tradizione e un'identità profondamente radicata, la cui produzione coinvolge aspetti sociali, economici e culturali molto presenti nella storia delle suddette regioni dalla fine del XVI secolo ad oggi. |
|      | Lagune di Las Huaringas                                                    | Provincia di Ayabaca, Provincia di Huancabamba | Culturale (6415; v, vi)              | 05/08/2019 | Il paesaggio culturale delle Lagune di Las Huaringas si sviluppa in un ecosistema di paramo andino, dove si svolgono pratiche culturali legate alla guarigione fisica e/o spirituale con l'uso di specie endemiche, sia di flora che di fauna. Alcuni elementi fisico-geografici presenti nel paesaggio culturale hanno un qualche tipo di connotazione simbolica e/o culturale, che ha generato nel tempo pratiche umane associate in una o più società. Apu Cerro Chikwate è identificato come parte della catena montuosa Huamani ed è concepito come la grande camera degli incantesimi, intesa come la maggiore divinità tutelare di questa regione. Il complesso delle lagune di Las Huaringas, è costituito da un gruppo di lagune, che si trovano nelle aree di paramo andino e che sono riconosciute per le loro proprietà curative. |
|      | Ferrovia Centrale del Perù                                                 | Provincia di Huarochirí, Provincia di Yauli | Culturale (6416; ii, iv)             | 05/08/2019 | La Ferrovia Centrale Peruviana costituisce un'eccezionale testimonianza di un momento cruciale dello sviluppo umano: la Rivoluzione industriale. Grazie agli avanamenti tecnici essa ha consentito di attraversare la catena andina attraverso gallerie, viadotti in ferro e zigzag o tratti di contromarcia. È la prima tra le ferrovie a scartamento normale di 1435 mm che nel 1890 raggiunse quota 4 781 m.s.l.m. nel tunnel di Galera, la quota più alta del mondo a suo tempo, che ha mantenuto il record per più di 100 anni fino al secolo attuale in cui l'uso di nuove tecnologie ha permesso di superare quelle altezze. |
|      | Paesaggio culturale della valle del Sondondo                               | Distretto di Aucara, Distretto di Cabana, Distretto di Chipao, Distretto di Carmen Salcedo | Culturale (6417; iii, iv, vi)        | 05/08/2019 | La valle del Sondondo è un esempio del paesaggio agropastorale andino meglio conservato del Perù. Il paesaggio culturale della valle del Sondondo appartiene a un'area rurale delle Ande centrali, situata a un'altitudine compresa tra 3 000 e 4 500 m sul livello del mare. Ha tre aree speciali interconnesse: l'altopiano di Cabana, i terrazzamenti del Sondondo, i terrazzamenti e i bofedales (paludi a cuscino) di Negro Mayo. |
|      | Siti paleontologici dei bacini del Pisco e del Camaná                      | Distretto di Bella Unión, Distretto di Ocucaje | Naturale (6418; viii)                | 05/08/2019 | I siti paleontologici dei bacini del Río Pisco e del Río Camaná costituiscono il miglior esempio globale della speciazione della fauna marina nel Neogene e parte del Paleogene. I loro strati, che vanno dall'Eocene medio al Pliocene superiore, mostrano un'antica fauna della costa orientale dell'Oceano Pacifico, con uno stato di conservazione sorprendente che ha permesso anche il ritrovamento di calcificazioni di scheletro cartilagineo da elasmobranchii, impronte dei fanoni delle balene e persino i melanosomi responsabili del colore delle piume dei pinguini. |
|      | Centri cerimoniali e foreste nella valle del La Leche                      | Distretto di Illimo, Distretto di Pacora, Distretto di Pítipo, Distretto di Tucume | Misto (6419; iv, vi, x)              | 05/08/2019 | Il Santuario storico Bosque de Pomac e il sito archeologico di Túcume, che costituiscono il patrimonio misto "Centri cerimoniali e foreste nella Valle del La Leche", sono entrambi due aree patrimoniali che presentano valenze archeologiche e naturalistiche, situate nel bacino inferiore del fiume La Leche. Ha l'obiettivo di preservare l'unità del paesaggio culturale, che costituisce la foresta arida equatoriale e il complesso archeologico di Sicán (Complesso di Huaca Lucía-Chólope, Complesso di Huaca Soledad) e i due complessi storico-produttivi denominati Complesso zootecnico della Hacienda Batán Grande e Complesso apicolo Casa Karl Weiss. |
|      | Parco nazionale della Sierra del Divisor                                   | Provincia di Coronel Portillo, Provincia di Requena, Provincia di Ucayali | Naturale (6420; vii, x)              | 05/08/2019 | Il Parco nazionale della Sierra del Divisor è un eccezionale insieme di caratteristiche naturali per la presenza di formazioni montuose uniche, geologicamente diverse dal resto dell'Amazzonia peruviana e totalmente al di fuori del contesto del catena montuosa delle Ande. Il sito comprende una serie di colline di arenaria nella parte occidentale del Parco (denominata Ojo de Contaya) e nella parte orientale (Sierra del Divisor), e coni vulcanici nella zona meridionale (come El Cono e San Lucas), che superano i 900 metri sul livello del mare. |
|      | Santuario nazionale di Huayllay                                            | Distretto di Huayllay | Naturale (6421; vii, viii)           | 05/08/2019 | Il Santuario comprende un gigantesco gruppo di formazioni rocciose situato tra quota 4 100 e 4 600 m s.l.m. negli altopiani centrali del Perù, la cui litografia eccezionale è caratterizzata dall'essere prevalentemente roccia di natura vulcanica dall'inizio dell'era terziaria o cenozoica (65 milioni di anni fa) sovrapposta a strati calcarei sedimentari dovuti al fatto che l'area di Huayllay faceva parte del fondale marino nel Triassico superiore (da 210 a 250 milioni di anni), come attestato dall'alta concentrazione di fossili di ammoniti e bivalvi. |
|      | Riserva nazionale del Sistema di isole, isolotti e capi del guano del Perù | 22 isole e gruppi di isole, 11 capi | Naturale (6422; x)                   | 05/08/2019 | Le isole, isolotti e capi del guano sono distribuiti lungo la costa peruviana, in aree protette legalmente riconosciute e coprono un'area (marina e costiera) di 476 284,69 ha. Il sistema di isole, isolotti e promontori di guano contiene una ricca biodiversità marina-costiera, che oltre a proteggere grandi popolazioni di uccelli, fornisce i migliori rifugi per loro e per importanti popolazioni di mammiferi, molti dei quali protetti in base al loro status di specie in pericolo di estinzione, in via di estinzione, vulnerabile e quasi minacciata. |
|      | Riserva paesaggistica della Subcuenca del Cotahuasi                        | Provincia di La Unión | Naturale (6423; vii, viii)           | 05/08/2019 | La Riserva paesaggistica del sottobacino del fiume Cotahuasi è stata istituita per proteggere i grandi valori che questa zona ha, formando paesaggi naturali e culturali strettamente legati al canyon di Cotahuasi. Questa particolare configurazione fisiografica, per la sua straordinaria geologia, geomorfologia, la sua imponente formazione di canyon andini e la biogeografia, presenta nel suo territorio innumerevoli manifestazioni naturali che normalmente non si trovano nella stessa valle: Cotahuasi e altri canyon minori nel loro contesto, così come le cascate (Sipia, Uskune), i geyser (Ocoruro), le alte lagune andine (Huanzo, Icma), i ghiacciai, le foreste pietrificate (Santo Santo, Huarmunta), le montagne innevate (Solimana, Firura) e le acque termali (Luicho, Lucha, Huarcaya, Coñec). A ciò si aggiunge la sua biodiversità così peculiare, nonché una molteplicità di paesaggi, ecosistemi e habitat non rappresentati in bacini simili nelle Ande occidentali. |
|      | Sistema di lomas costiere del Perù                                         | Regione di Arequipa, Regione di Lima | Naturale (6424; ix)                  | 05/08/2019 | Il sistema di lomas costiere del Perù è distribuito lungo la costa peruviana, da Tacna a La Libertad, e comprende circa 51 colline (formazioni lomas), situate in aree protette: la Riserva nazionale di Lachay, la Zona riservata di Lomas de Ancón e l'Area di conservazione privata di Atiquipa. I lomas sono unità fitogeografiche periodiche che generalmente contengono un gran numero di generi e specie endemiche, tra cui quelle appartenenti ai generi Mathewsia, Palaua, Weberbauerella, Domeykoa e Nolana. Questo gran numero di endemismi è probabilmente il risultato dell'isolamento geografico, poiché queste formazioni vegetali funzionano come isole separate da habitat iperaridi privi di vita vegetale. |